# Мішура

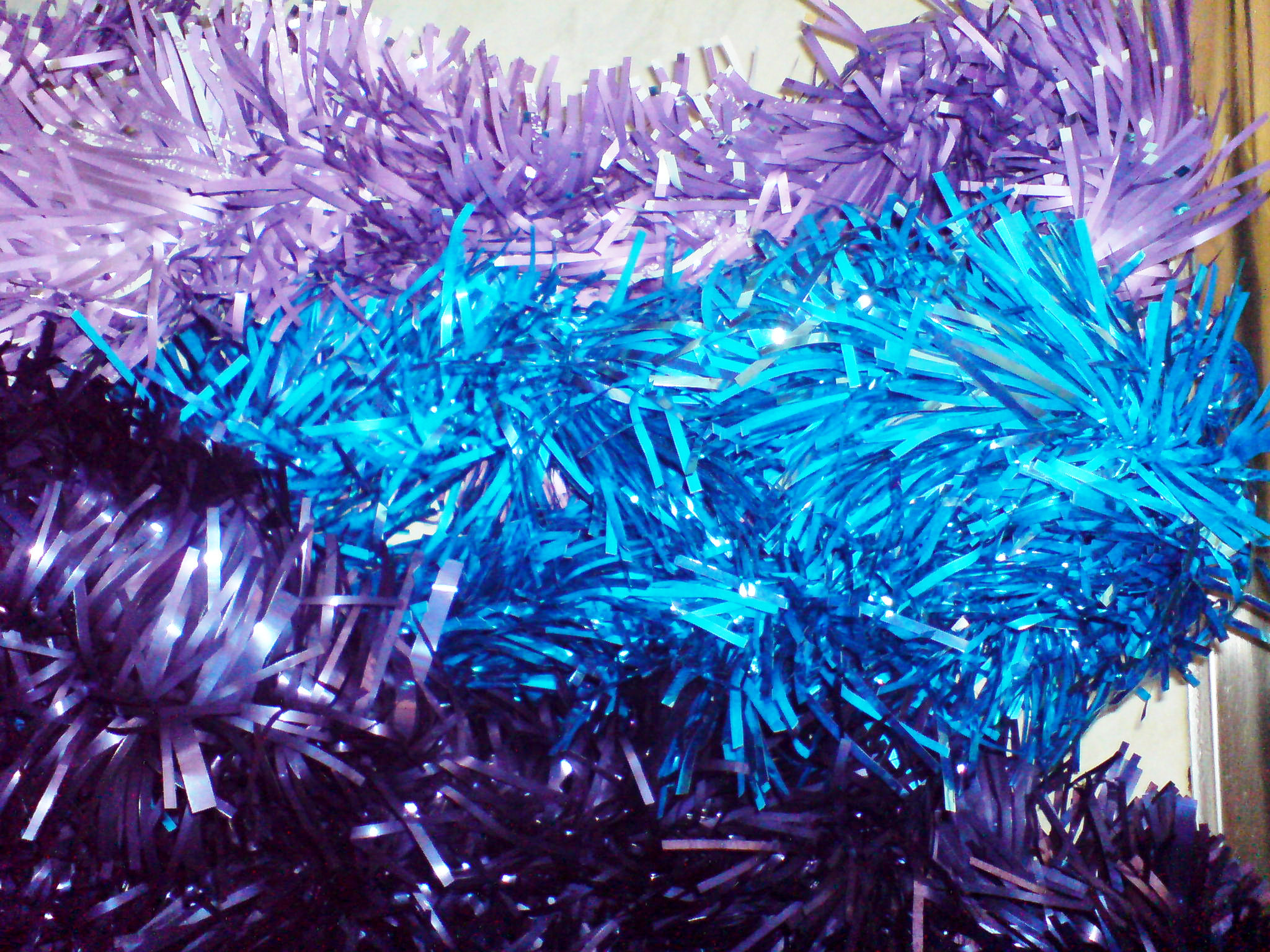
Блакитна і бузкова мішура

Мішура́ (від рос. мишура < араб. mozavvir — «підробка»), сухозлі́тка, розм. позлі́тка, рідко сухозло́тиця, сухозоло́тиця — ялинкова прикраса, зроблена з посріблених або позолочених ниток (які також колись називали «сухозліткою»). Мішура з'явилася в XVIII ст., доти ялинки прикрашали яблуками, горіхами і свічками.
У переносному сенсі «мішура» («сухозлітка», «позлітка») — «щось показне, обманливе».